# 新聞辞令
新聞辞令（しんぶんじれい）とは、企業、官公庁、政党やプロスポーツ等において、あるポストへの就任人事や退任人事の正式発表前に新聞記事となること。
実現すればスクープになるが、実現しなければ誤報となる。
新聞辞令が出るのは、その人事案を推進する関係者が既成事実化を図るためにリークする場合や、反対に人事案を潰したい関係者がリークする場合があげられる。